# Detefon

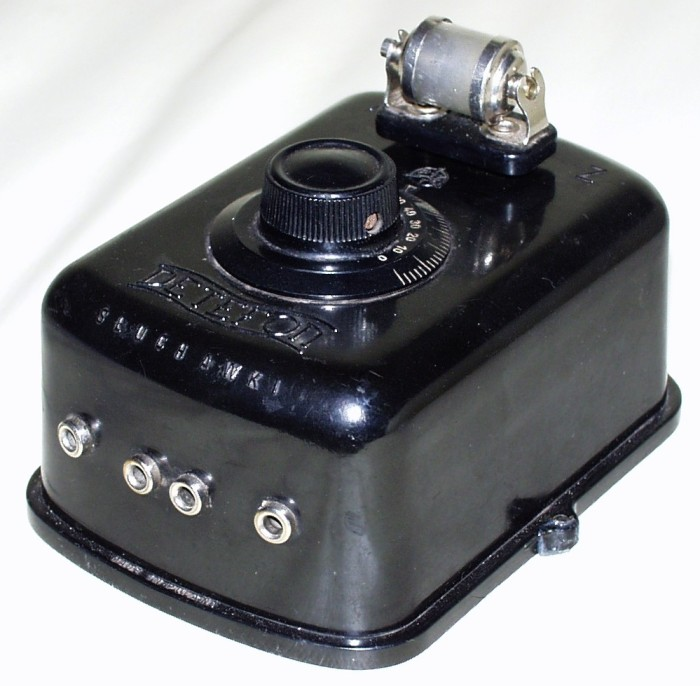
Detefon z wytwórni PZT

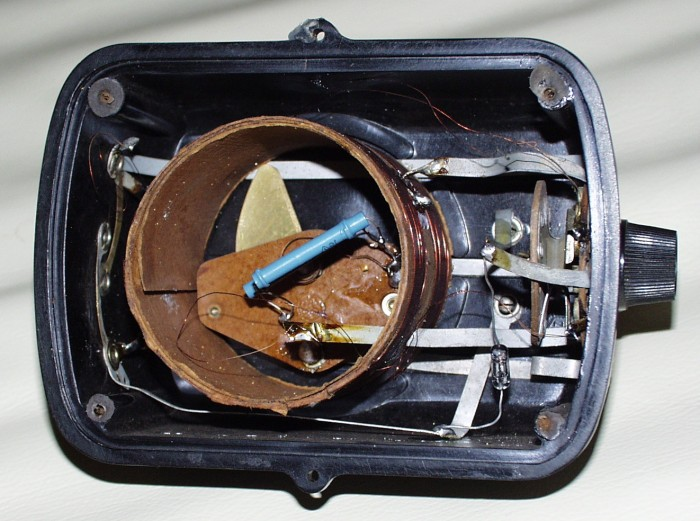
Wnętrze Detefonu

Detefon – nazwa handlowa polskiego radioodbiornika wyposażonego w detektor kryształkowy. Został opracowany w roku 1929 przez Wilhelma Rotkiewicza i produkowany do wybuchu wojny przez Państwową Wytwórnię Łączności, potem przez Państwowe Zakłady Tele- i Radiotechniczne, jako prosty i tani odbiornik po przystępnej cenie. Kosztował 39 ówczesnych złotych (tj. około 10 ówczesnych dolarów USA) w komplecie z anteną i słuchawkami wysokoomowymi. Można było do niektórych odbiorników podłączyć drugą parę słuchawek. Odbiornik dostępny był w systemie sprzedaży ratalnej, sprzedaż prowadziły m.in. urzędy pocztowe. Słuchacze odbiorników kryształkowych płacili połowę abonamentu radiowego – 1,50 zł miesięcznie, a od 1934 r. mieszkańcy wsi płacili złotówkę (od 1936 r. rozciągnięto tę ulgę na wszystkich posiadaczy odbiorników kryształkowych). Normalnie abonament wynosił 3 zł za miesiąc. Równocześnie oddano do użytku nowy nadajnik radiostacji warszawskiej o mocy 120 kW, umożliwiającej odbiór detektorowy na terenie całego kraju.
Odbiornik umożliwiał odbiór programu na falach długich i „krótkich” (czyli według współczesnej nomenklatury średnich, określenie „krótkie” jako przeciwstawienie dla „długich”; fal krótkich według dzisiejszego podziału nie da się odebrać takim odbiornikiem) (zob. detektor kryształkowy). Ponieważ Detefon nie posiadał wzmacniacza, odbiór był cichy, zwłaszcza w większej odległości od nadajnika, i tylko za pomocą słuchawki. Można jednak było dokupić wzmacniacze głośnikowe podłączane zamiast słuchawek. Schematy wzmacniaczy głośnikowych do samodzielnego wykonania drukowała prasa hobbystyczna. Zaletą była całkowita niezależność od źródeł zasilania – fakt bardzo istotny zważywszy, że wielkie obszary Polski były wówczas niezelektryfikowane.
Do wybuchu wojny wyprodukowano pół miliona sztuk.
Po wojnie wznowiono produkcję w niewielkiej liczbie.

Schemat Detefonu

Na schemacie odbiornika przełącznik zakresów został narysowany w sposób uproszczony dla zwiększenia czytelności. Odbiornik jest prosty – zawiera kondensator zmienny (do 500 pF) do strojenia odbiornika, dwie cewki – jedną dla fal długich i jedną dla średnich, detektor z kryształka (oznaczonego jako dioda półprzewodnikowa) i kondensatora 2 nF i dwa gniazda (S|1 i S|2) na słuchawki. Dzięki tak daleko posuniętemu uproszczeniu konstrukcji mógł być on tani zarówno w zakupie, jak i w eksploatacji, gdyż nie potrzebował źródła zasilania.
Akcja masowej radiofonizacji kraju przy użyciu Detefonu była pierwszą taką akcją na świecie. Dla wielu osób nazwa detefon stała się synonimem odbiornika detektorowego.